# 志木市立宗岡第二中学校
志木市立宗岡第二中学校（しきしりつ むねおかだいにちゅうがっこう）は、埼玉県志木市下宗岡にある公立中学校。

## 概要
地域では「宗二中」の通称で呼ばれている。志木市立宗岡中学校から分離する形で開校した、志木市で1番新しい公立中学校。
平成29年度にコミュニティスクール開校。それとともに標準服（制服）を新たに制定し新しいデザインとなった。男子はブレザーにネクタイ、スラックス。女子はセーラー服とブレザーを組み合わせた複合型のセーラー服にリボン、スカートまたはスラックス。

## 教育目標
- 自ら学び考える生徒
- 心豊かな優しい生徒
- 明るく元気な生徒

## 施設設備

### 特別教室
- 音楽室
- 第一理科室
- 第二理科室
- 美術室
- 技術科教室
- コンピュータ室
- 調理室
- 被服室
- 学校図書館
- ワールドルーム
- 多目的室

### 体育施設
- 体育館
- プール
- テニスコート

## 学校生活

### 学校行事
- 入学式
- 部活動オリエンテーション
- 体育祭
- 合唱コンクール
- 3年生を送る会
- 卒業証書授与式

### 生徒会及び委員会
- 生徒会執行部
- 代議員
- 生活委員会
- 環境安全委員会
- 保健委員会
- 給食委員会
- 放送委員会
- 図書委員会
- 体育委員会
- 選挙管理委員会

### 運動部
- 野球部（男子）
- サッカー部（男子）
- ソフトテニス部（女子）
- バレーボール部（女子）
- 卓球部（男女）
- 男子バスケットボール部
- 女子バスケットボール部[2]

### 文化部
- 吹奏楽部
- 美術部
- 技術家庭科部[2]

## 卒業生
- 穂坂泰 - 衆議院議員

## アクセス
- 東武東上線志木駅 国際興業バス「宗岡循環《宗岡回り》」行き「宗岡」下車（徒歩10分）
- 東武東上線朝霞台駅・JR武蔵野線北朝霞駅 国際興業バス「下宗岡循環」行き「下宗岡1丁目」下車（徒歩5分）[3]